# Ríssia Oliveira
Pour les articles homonymes, voir Oliveira.
Ríssia Inoani Cruz Oliveira, (née le 23 avril 1995) est une joueuse angolaise de handball qui évolue au club Atlético Petróleos de Luanda et elle est membre de l'équipe d'Angola de handball féminin.
Elle a représenté l'Angola au Championnat du monde de handball féminin 2017 en Allemagne,.

## Palmarès

### En équipe nationale
Championnats du monde
- 19e place au Championnat du monde 2017